# Arda (Marica)
Arda (bug. Арда, Ardas, grčki: Αρδας)  je rijeka na jugoistoku Bugarske i sjeveroistoku Grčke. Najveći dio toka rijeke Arde je u Rodopskom gorje u bugarskom dijelu Tracije 241 km, a manji dio je u grčkom dijelu Tracije 31 km.

## Zemljopisne osobine
Arda izvire u Rodopima blizu grada Smoljana, zatim teče 272 kilometara u pravcu istoka, prolazi pored gradova Krdžali i Ivajlovgrad zatim ulazi u Grčku u sjeverni dio prefekture Evrosa. Zatim prolazi pored grada Kastaniesa te uvire u rijeku Maricu kod turskog grada Drinopolja. Zadnjih 800 metara prije ušća čini Grčko-tursku granicu.
Na gornjem dijelu toka rijeke, u Bugarskoj su podignute tri velike brane na rijeci, vode iz tih akomulacija koriste se za hidrocentrale i navodnjavanje. Akumulacijska jezera na Ardi su: Krdžali, Studen Kladenec i Ivajlovgrad. Tok rijeke kroz Bugarsku iznosi 241 km, i ona je najdulja rijeka u Rodopima. 
Srednjovjekovni kameni lučni Vražji most je jedna od atrakcija na rijeci kod naselja Ardina.

## Vanjske poveznice
|  | Zajednički poslužitelj ima još gradiva o temi Arda (Marica) |

- O Ardi na stranicama bluelinka